# Krivolov
Krivolov ili lovni kriminal je protuzakoniti lov, ribolov ili hvatanje divljih životinja. Krivolovci koji se bave krivolovom su se povijesno nazivali i lovokradicama, kradljivcima divljači, lovcima-pljačkašima ili lukavcima (njem. Schwarzgeher).
Krivolov može biti nezakonit zbog:
- Lov ili ribolov izvan zakonom utvrđene sezone (lovostaj).
- Krivolovac nema dozvolu.
- Životinja se nalazi u zabranjenom području.
- Pravo na lov na tu životinju netko polaže.
- Naprava koja se koristi je nezakonita, ili
- Sredstva koja se koriste su nezakonita (npr. zamke, reflektori za omamljivanje ili paraliziranje jelena ili zečeva ili eksplozivi za ubijanje ribe).
- Životinja ili riba je zaštićena zakonom ili je navedena kao ugrožena vrsta.
- Životinju ili biljku označio je lovočuvar.

UN su u svom dokumentu „Petnaest ciljeva održivog razvoja” (Sustainable Development Goal 15 ili SDG 15) u članku 15.7 naglasili važnost održive uporabe lovišta, koje se sastoji i u „hitnom djelovanju za okončanjem krivolova i nezakonite trgovine zaštićenih vrsta flore i faune, kao i djelovanju na ponudu i potražnju nezakonito stečenih proizvoda divljine” kako bi se divljina osigurala za današnji i buduće naraštaje.
Hrvatski Zakon o lovstvu u dijelu „V. Uzgoj i zaštita divljači”, članak. 54, točka 16., navodi kako „uzgoj i zaštita divljači obuhvaća i suzbijanje protuzakonitog lova”.
Ilegalna trgovina divljim životinjama u svijetu procjenjuje se na od 10-20 milijardi dolara godišnje, prema Interpolu. No, teško je povući granicu između nelegalne i održive legalne trgovine divljim životinjama; neke vrste se mogu legalno prodavati sve do istrebljenja, dok je neke vrste moguće održivo nelegalno prodavati

## Povijest
Prvotno je svatko imao pravo na lov, no sa sve većom ovisnošću seljaka/kmetova o svojim suverenima i sve većim otimanjem slobodne zemlje od strane plemstva, to je pravo sve više narušavano. U srednjem vijeku lov je postao privilegija rezervirana za veleposjednike i plemstvo, a krivolov na kraljevskoj zemlji bio je oblik lova za preživljavanje jedinstven za siromašne. U 16. stoljeću, u slučaju ubijanja jelena (koji se u mnogim dijelovima Europe smatrao kraljevskom životinjom) mogla se primijeniti i smrtna kazna.
Seljacima je još uvek bilo dozvoljeno da nastave lov na sitnu divljač, kao što su zečevi, koristeći zamke i sokolarstvo. U srednjem vijeku divlje životinje smatrane su glavnim izvorom hrane, zbog raznih gladi koje su uništile ostale rezerve hrane; što je povećalo krivolov. Istodobno su šumski službenici ili osobe ovlaštene od vladara preuzele zaštitu, brigu i nadzor nad lovištem. Od tada pa nadalje, svi lovci koji su zbog toga postali ilegalni nazivani su krivolovcima ili lovokradicama i smatrani kriminalcima, te progonjeni jer su zadirali u suverenu imovinu.
Krivolov je romantiziran u literaturi još od vremena „Balada o Robin Hoodu”, gdje Robin Hood nudi kralju Rikardu Lavljem Srcu meso jelena koji je ilegalno ulovljen u Sherwoodskoj šumi. Mnoge tradicionalne engleske narodne pjesme veličaju ovu praksu (kao u Lincolnshire Poacher) ili posljedice hvatanja (na primjer, u „” se spominje krivolov kao razlog protjerivanja u kažnjeničku koloniju na Tasmaniji). Zbog toga u nekim krajevima na krivolov gleda s prizvukom nostalgičnog romantizma, kao na plemeniti čin obrane prava siromašnih, a ne kao na problem ekosustava. 
Pravo plemstva na lov je uglavnom ograničeno u 16. stoljeću i pravno je preneseno na zemljišni posjed. U 17. i 18. stoljeću ograničenja na lov i pravo pucanja na privatnom posjedu uspostavljali su lovočuvari i šumari. Na koncu je Revolucija 1848. – 1849. ukinula lovne povlastice plemstva u više europskih zemalja, ali to u početku nije dovelo do smanjenja krivolova, jer je pravo lova bilo vezano uz posjed ili stjecanje lovačke dozvole. Tako je u Bavarskoj reformom lovnog prava 1849. god. lov bio moguć samo onima koji su mogli platiti za skupe lovne dozvole, što je dovelo do nezadovoljstva puka, pa čak i sukoba dobro naoružanih lovokradica, poznatih kao „odvažne lovokradice” (njem. kecke Wilderer), s vojskom koja je poslana da uguši nemire. Neke lovokradice, tj. njihove nasilne smrti, postale su zloglasne i imale su snažan utjecaj na kontrakulturu koja je prisutna i danas.

## Borba protiv krivolova
Danas komercijalni krivolov ugrožava populaciju mnogih životinjskih vrsta diljem svijeta. Posebno u zemljama u razvoju mnogi nacionalni parkovi pate od krivolova. Neki lovokradice ciljaju ritualno ili kulturološki značajne dijelove tijela (npr. tigrova koža, rog nosoroga, slonove kljove). Ostali lovokradice (uglavnom lokalno stanovništvo) love kako bi osigurali svoju hranu.
Borbu protiv krivolova obično provode nacionalni parkovi na javnom zemljištu i privatne zaštitarske tvrtke na privatnom zemljištu. Borba protiv krivolova ima mnogo oblika koji uglavnom ovise o staništu koje se štiti. Obično je to čin aktivnog patroliranja zemljom u nastojanju da se krivolovci spriječe da dođu do životinja.
Postoje mnoge nacionalne i međunarodne akcije poduzete protiv određenih vrsta krivolovaca. Lov na bjelokost zabranjen je 1989. god. i Međunarodna fundacija protiv krivolova (International Anti-Poaching Foundation, IAPF) savjetuje vojni pristup protiv krivolova na slonove, što su neke države poput Tanzanije, Bocvana i Namibije počele upražnjavati, dok je Kenija 2018. god. uvela smrtnu kaznu za lov na slonove. Britanska vojska pokrenula je „Operaciju Corded” 2018. god. kako bi pružila podršku šumarima i programima protiv krivolova u Južnoj Africi.
U Aziji se pokušava ograničiti potražnja za bjelokosti. Tako je u međunarodnoj akciji "Ivory crush" (Uništenje bjelokosti) na Filipinima 2013. uništena velika količina zapljenene ilegalne bjelokosti, a 2014. Kina je uništila 6 t kao simboličnu poruku protiv krivolova. Odista, postoje dokazi kako intervencije ograničenja potražnje mogu biti učinkovitije protiv krivolova od pojačanja policijskog lova na krivolovce

## Vanjske poveznice
- Lovni kriminal u Hrvatskoj, prijatelji-zivotinja.hr, Pristupljeno 24. srpnja 2022.